# Венгард SLV-6
«Венгард Ес-Ел-Ві-6» (англ. Vanguard SLV-6), Vanguard Satellite Launch Vehicle 6 (ракета-носій для запуску супутника «Венгард-6»), інша назва 20in Radiation Balance #1 (20-дюймовий [508 мм] супутник для дослідження теплового балансу № 1) — невдала американська спроба запустити штучний супутник Землі за програмою «Венгард».
Супутник був кулею з магнієвого сплаву діаметром 508 мм масою 10,3 кг і мав вимірювати теплове випромінювання Сонця для вивчення його впливу на формування погоди. Куля всередині була позолоченою, а ззовні вкрита захисним шаром алюмінію з діоксидом кремнію для теплового захисту приладів.
22 червня 1959 року 0 20:16:09 UTC ракетою-носієм Венгард з мису Канаверал відбувся запуск супутника «Венгард SLV-6». Після 40 секунд роботи другого ступеня на висоті 64—80 км виникла несправність рушійної установки. Верхні ступені із супутником за інерцією злетіли до висоти 145 км і впали в Атлантичний океан за 483 км від місця запуску.